# Список призерів Кубків Європи з бігу на 10000 метрів
Цей список включає призерів Кубків Європи з бігу на 10000 метрів в межах особистої та командної першості за всі роки проведення цих змагань.
Вперше змагання були проведені 1997 року.
2020 року Кубок не проводився через пандемію коронавірусної хвороби.
2024 року до заліку Кубка Європи (який окремо не проводився) брались результати, показані на чемпіонаті Європи з легкої атлетики.

## Особиста першість

### Чоловіки
| Кубок | Золото                         | Срібло                        | Бронза                          |
| ----- | ------------------------------ | ----------------------------- | ------------------------------- |
| 1997  | Дітер Бауманн Німеччина        | Домінгуш Каштру Португалія    | Каміл Масе Нідерланди           |
| 1998  | Фабіан Ронсеро Іспанія         | Антонью Пінту Португалія      | Дітер Бауманн Німеччина         |
| 1999  | Альберто Гарсія Іспанія        | Бруно Толедо Іспанія          | Франсіско Хав'єр Кортес Іспанія |
| 2000  | Енріке Моліна Іспанія          | Карл Кеска Велика Британія    | Альберто Гарсія Іспанія         |
| 2001  | Хосе Ріос Іспанія              | Елдер Орнелаш Португалія      | Каміл Масе Нідерланди           |
| 2002  | Дітер Бауманн Німеччина        | Хосе Ріос Іспанія             | Марко Мацца Італія              |
| 2003  | Ісмаїл Сгір Франція            | Едуарду Енрікеш Португалія    | Хуан Карлос де ла Осса Іспанія  |
| 2004  | Хосе Мануель Мартінес Іспанія  | Карлес Кастільєхо Іспанія     | Каміл Масе Нідерланди           |
| 2005  | Хуан Карлос де ла Осса Іспанія | Карлес Кастільєхо Іспанія     | Рікардо Серрано Іспанія         |
| 2006  | Мохтар Бенхарі Франція         | Рікардо Серрано Іспанія       | Ісмаїл Сгір Франція             |
| 2007  | Андре Полльмехер Німеччина     | Гюнтер Вейдлінгер Австрія     | Карлес Кастільєхо Іспанія       |
| 2008  | Мерт Гірмалегессе Туреччина    | Карлес Кастільєхо Іспанія     | Олег Кульков Росія              |
| 2009  | Хосе Мануель Мартінес Іспанія  | Руй Педру Сільва Португалія   | Жозе Роша Португалія            |
| 2010  | Мо Фара Велика Британія        | Абделлатіф Мефта Франція      | Хосе Мануель Мартінес Іспанія   |
| 2011  | Юссеф ель Калай Португалія     | Хосе Мануель Мартінес Іспанія | Андре Полльмехер Німеччина      |
| 2012  | Полат Арікан Туреччина         | Аяд Ламдассем Іспанія         | Карлес Кастільєхо Іспанія       |
| 2013  | Серхіо Санчес Іспанія          | Халіл Аккаш Туреччина         | Ахмед ель Мазурі Італія         |
| 2014  | Полат Арікан Туреччина         | Алі Кая Туреччина             | Яссін Мандур Франція            |
| 2015  | Полат Арікан Туреччина         | Хуан Антоніо Перес Іспанія    | Джамель Шатбі Італія            |
| 2016  | Данієле Меуччі Італія          | Хуан Антоніо Перес Іспанія    | Джамель Шатбі Італія            |
| 2017  | Антоніо Абадія Іспанія         | Хуан Антоніо Перес Іспанія    | Карлос Майо Іспанія             |
| 2018  | Ріхард Рінгер Німеччина        | Мурад Амдуні Франція          | Єманеберхан Кріппа Італія       |
| 2019  | Єманеберхан Кріппа Італія      | Аманаль Петрос Німеччина      | Бен Коннор Велика Британія      |
| 2021  | Мурад Амдуні Франція           | Башир Абді Бельгія            | Карлос Майо Іспанія             |
| 2022  | Джиммі Грессьє Франція         | Карлос Майо Іспанія           | Арас Кая Туреччина              |

### Жінки
| Кубок | Золото                          | Срібло                          | Бронза                            |
| ----- | ------------------------------- | ------------------------------- | --------------------------------- |
| 1997  | Хулія Вакеро Іспанія            | Марина Бастуш Португалія        | Петра Василюк Німеччина           |
| 1998  | Фернанда Рібейру Португалія     | Пола Редкліфф Велика Британія   | Марина Бастуш Португалія          |
| 1999  | Пола Редкліфф Велика Британія   | Ірина Микитенко Німеччина       | Ана Діаш Португалія               |
| 2000  | Олена Прокопчук Велика Британія | Фатіма Івлен Франція            | Гунхільд Гауген Норвегія          |
| 2001  | Пола Редкліфф Велика Британія   | Ірина Микитенко Німеччина       | Моніка Роза Португалія            |
| 2002  | Міхаела Ботезан Румунія         | Фернанда Рібейру Португалія     | Марія Луїза Ларрага Іспанія       |
| 2003  | Фернанда Рібейру Португалія     | Ірина Микитенко Німеччина       | Ана Діаш Португалія               |
| 2004  | Маргарет Морі Франція           | Міхаела Ботезан Румунія         | Фернанда Рібейру Португалія       |
| 2005  | Сабріна Моккенгаупт Німеччина   | Фернанда Рібейру Португалія     | Вікторія Кліміна Росія            |
| 2006  | Елван Абейлеґессе Туреччина     | Сільвія Вайсстайнер Італія      | Папп Крістіна Угорщина            |
| 2007  | Елван Абейлеґессе Туреччина     | Тетяна Головченко Україна       | Наталі де Вос Бельгія             |
| 2008  | Лорна Кіплагат Нідерланди       | Гільда Кібет Нідерланди         | Калович Аніко Угорщина            |
| 2009  | Інеш Монтейру Португалія        | Олівера Євтич Сербія            | Ана Дульсе Фелікс Португалія      |
| 2010  | Інеш Монтейру Португалія        | Сабріна Моккенгаупт Німеччина   | Сара Морейра Португалія           |
| 2011  | Сара Морейра Португалія         | Крістель Доне Франція           | Сабріна Моккенгаупт Німеччина     |
| 2012  | Сара Морейра Португалія         | Джоанн Пейві Велика Британія    | Крістель Доне Франція             |
| 2013  | Сабріна Моккенгаупт Німеччина   | Крістель Доне Франція           | Олівера Євтич Сербія              |
| 2014  | Клеманс Кальвен Франція         | Джессіка Аугусту Португалія     | Сара Морейра Португалія           |
| 2015  | Тріхас Гебре Іспанія            | Валерія Странео Італія          | Лілі Партрідж Велика Британія     |
| 2016  | Есма Айдемір Туреччина          | Розарія Консоле Італія          | Дженніфер Несбітт Велика Британія |
| 2017  | Сара Морейра Португалія         | Ольга Мазурьонок Білорусь       | Есма Айдемір Туреччина            |
| 2018  | Лона Салпетер Ізраїль           | Анкуца Бобочел Румунія          | Шарлотт Артер Велика Британія     |
| 2019  | Лона Салпетер Ізраїль           | Ейліш Макколган Велика Британія | Лів Вестфаль Франція              |
| 2021  | Ейліш Макколган Велика Британія | Селамавіт Тефері Ізраїль        | Джессіка Джадд Велика Британія    |
| 2022  | Ясмін Джан Туреччина            | Аліна Рех Німеччина             | Катаріна Штайнрук Німеччина       |

## Командна першість

### Чоловіки
| Кубок | Золото | Срібло                                                                                       | Бронза                                                                                 |
| ----- | --- | -------------------------------------------------------------------------------------------- | -------------------------------------------------------------------------------------- |
| 1997  | Португалія Домінгуш Каштру Жозе Рамуш Вітор Алмейда Альфреду Браш Жозе Сантуш                                | Італія Вінченцо Модіка Сімоне Дзанон Антоніо Армуці Доменіко д’Амброзіо                      | Іспанія Хосе Мануель Мартінес Хуліо Рей Теодоро Куньядо Хав'єр Кабальєро               |
| 1998  | Португалія Антонью Пінту Домінгуш Каштру Паулу Герра Жозе Регалу                                             | Іспанія Фабіан Ронсеро Хуліо Рей Бруно Толедо Енріке Моліна Хосе Мануель Мартінес            | Німеччина Дітер Бауманн Штефан Франке Карстен Айх Торстен Науманн                      |
| 1999  | Іспанія Альберто Гарсія Бруно Толедо Франсіско Хав'єр Кортес Енріке Моліна Хосе Карлос Адан                  | Португалія Паулу Герра Жозе Рамуш Альберту Шайса Едуарду Енрікеш                             | Італія Сімоне Дзанон Рашид Берраді Джованні Баттоклетті Андреа Арлаті                  |
| 2000  | Іспанія Енріке Моліна Альберто Гарсія Мануель Панкорбо Хосе Мануель Мартінес Франсіско Хав'єр Кортес         | Португалія Жозе Рамуш Альберту Шайса Едуарду Енрікеш                                         | Велика Британія Карл Кеска Роб Денмарк Кіт Каллен Джон Наттолл                         |
| 2001  | Іспанія Хосе Ріос Хосе Мануель Мартінес Хосе Карлос Адан Іван Єрро Елізео Мартін                             | Португалія Елдер Орнелаш Альберту Маравілья Паулу Гомеш                                      | Велика Британія Карл Кеска Меттью О'Дауд Метт Сміт Марк Майлс                          |
| 2002  | Італія Марко Мацца Мікеле Гамба Сімоне Дзанон Маттіа Макканьян                                               | Іспанія Хосе Ріос Хосе Мануель Мартінес Теодоро Куньядо Хосе Карлос Адан Ігнасіо Касерес     | Німеччина Дітер Бауманн Маріо Кроккерт Александр Лубіна Єнс Боррманн                   |
| 2003  | Португалія Едуарду Енрікеш Жозе Рамуш Елдер Орнелаш                                                          | Іспанія Хуан Карлос де ла Осса Енріке Моліна Елізео Мартін Ісаак Вісіоза                     | Італія Марко Мацца Джованні Гуальді Марко Бартолетті-Стелла Маттіа Макканьян           |
| 2004  | Іспанія Хосе Мануель Мартінес Карлес Кастільєхо Ігнасіо Касерес Рікардо Серрано                              | Греція Йоанніс Канеллопулос Міхаїл Геласакіс Панайотіс Папуліас                              | Італія Джуліано Баттоклетті Умберто Пустерла Доменіко д'Амброзіо                       |
| 2005  | Іспанія Хуан Карлос де ла Осса Карлес Кастільєхо Рікардо Серрано Ігнасіо Касерес                             | Португалія Рікарду Рібаш Жозе Рамуш Мануел Магальяйнш                                        | Німеччина Андре Полльмехер Штефан Кох Олівер Діц                                       |
| 2006  | Франція Мохтар Бенхарі Ісмаїл Сгір П'єр Жоншере Малік Бахлуль                                                | Португалія Жозе Рамуш Рікарду Рібаш Фернанду Сілва Мануел Магальяйнш                         | Італія Марко Мацца Джанмарко Буттаццо Данієле Меуччі Маттіа Макканьян Габрієле де Нард |
| 2007  | Іспанія Карлес Кастільєхо Іван Єрро Хосе Ріос                                                                | Італія Данієле Меуччі Джанмарко Буттаццо Фабіо Маскероні                                     | Португалія Руй Педру Сільва Жозе Рамуш Лісініу Піментел                                |
| 2008  | Росія Олег Кульков Сергій Ємельянов Олексій Реунков                                                          | Іспанія Карлес Кастільєхо Хуан Карлос де ла Осса Рікардо Серрано                             | Італія Данієле Меуччі Джанмарко Буттаццо Фабіо Маскероні Франческо Бона                |
| 2009  | Португалія Руй Педру Сільва Жозе Роша Жозе Рамуш Лісініу Піментел Ерману Феррейра                            | Росія Сергій Іванов Євген Рибаков Анатолій Рибаков Сергій Ємельянов                          | Іспанія Хосе Мануель Мартінес Мануель Анхель Пеньяс Хав'єр Герра                       |
| 2010  | Франція Абделлатіф Мефта Дрісс ель Гімер Деніс Майо Стефан Лефран Мохтар Бенхарі Бадреддін Зіойні            | Португалія Руй Педру Сільва Жозе Роша Лісініу Піментел Юссеф ель Калай                       | Росія Олексій Реунков Євген Рибаков Анатолій Рибаков Сергій Іванов Степан Кисельов     |
| 2011  | Іспанія Хосе Мануель Мартінес Рафаель Іглесіас Пабло Вільялобос Давід Соліс                                  | Франція Стефан Лефран Деніс Майо Мохтар Бенхарі Джамель Баширі                               | Португалія Юссеф ель Калай Луїш Пінту Тіагу Кошта                                      |
| 2012  | Іспанія Аяд Ламдассем Карлес Кастільєхо Мануель Анхель Пеньяс Данієль Санс Хосе Мануель Мартінес Давід Соліс | Франція Деніс Майо Бенжамен Малаті Стефан Лефран                                             | Португалія Руй Педру Сільва Юссеф ель Калай Луїш Пінту Жозе Рамуш                      |
| 2013  | Італія Ахмед ель Мазурі Стефано ла Роза Андреа Лаллі Джанмарко Буттаццо                                      | Іспанія Серхіо Санчес Мануель Анхель Пеньяс Хосе Еспанья                                     | не вручалась                                                                           |
| 2014  | Туреччина Полат Арікан Алі Кая Мехмет Аккоюн Кемаль Коюнджу                                                  | Італія Джамель Шатбі Ахмед ель Мазурі Джанмарко Буттаццо Мануель Комінотто Паоло Дзанатта    | Україна Роман Романенко Іван Стребков Дмитро Лашин Ігор Гелетій                        |
| 2015  | Італія Джамель Шатбі Стефано ла Роза Ахмед ель Мазурі Данієле д’Онофріо Марко Наджибе Саламі                 | Іспанія Хуан Антоніо Перес Алемаєху Безабех Хосе Еспанья                                     | Україна Дмитро Лашин Богдан Семенович Микола Нижник Ігор Порозов                       |
| 2016  | Італія Данієле Меуччі Джамель Шатбі Стефано ла Роза Марко Наджибе Саламі Данієле д’Онофріо                   | Іспанія Хуан Антоніо Перес Алемаєху Безабех Хосе Еспанья                                     | Україна Дмитро Лашин Артем Казбан Дмитро Сірук Василь Коваль                           |
| 2017  | Іспанія Антоніо Абадія Хуан Антоніо Перес Карлос Майо Данієль Санс Мохаммед Зархуні                          | Італія Стефано ла Роза Ахмед ель Мазурі Марко Наджибе Саламі Ейоб Гебрехівет Самуеле Діні    | Україна Дмитро Лашин Роман Романенко Артем Казбан Єгор Жуков                           |
| 2018  | Іспанія Адель Мечаль Антоніо Абадія Фернандо Карро Хуан Антоніо Перес Яго Рохо Мохаммед Джеллуль             | Велика Британія Александер І Бен Коннор Мохаммед Адан Люк Трейнор Сем Стаблер                | Франція Мурад Амдуні Флоріан Карвальйо Мохаммед Сергіні Янн Шрюбб                      |
| 2019  | Італія Єманеберхан Кріппа Лоренцо Діні Саїд ель Отмані Даніеле Меуччі Італо Куаццола Марко Наджибе Саламі    | Велика Британія Бен Коннор Нік Гулаб Метью Ліч Джек Грей Адам Гіккі Ендрю Гайз               | Німеччина Аманаль Петрос Себастьян Гендель Сімон Бох Філіпп Пфлігер Самуель Фітві      |
| 2021  | Франція Мурад Амдуні Янн Шрюбб Меді Фрер Флоріан Карвальйо Франсуа Барре Фаб'єн Палько                       | Велика Британія Марк Скотт Мо Фара Еміль Кайресс Метт Ліч Крістіан Джонс                     | Іспанія Карлос Майо Хесус Рамос Хуан Антоніо Перес Яго Рохо Рауль Селада Хорхе Бланко  |
| 2022  | Франція Джиммі Грессьє Янн Шрюбб Еммануель Рудольф Флоріан Карвальйо Йоанн Коваль Корентан ле Руа            | Іспанія Карлос Майо Роберто Алаїс Хуан Антоніо Перес Хесус Рамос Яго Рохо Закарія Буфальджат | Німеччина Філімон Абрахам Нільс Фойгт Сімон Бох                                        |

### Жінки
| Кубок | Золото | Срібло                                                                                                   | Бронза                                                                                                   |
| ----- | --- | --- | --- |
| 1997  | Португалія Марина Бастуш Ана Коррея Тереза Нуньєш Фатіма Сілва                                                      | Франція Захія Дахмані Шанталь Делленбах Ркія Яджу Ніколь Левек Кріссі Жирар                              | Іспанія Хулія Вакеро Беатріс Сантьяго Марія Луїза Ларрага                                                |
| 1998  | Португалія Фернанда Рібейру Марина Бастуш Гелена Сампаю Консейсан Феррейра                                          | Велика Британія Пола Редкліфф Віккі Мак-Ферсон Анджела Джойнер Сара Бентлі Беверлі Гартіган              | Іспанія Марія Абель Тереза Ресіо Беатріс Сантьяго Аурора Перес                                           |
| 1999  | Португалія Ана Діаш Марина Бастуш Гелена Сампаю                                                                     | Італія Марія Гвіда Сільвія Соммаджо Маура Вічеконте Сабріна Варроне                                      | Іспанія Марія Луїза Ларрага Марія Абель Тереза Ресіо                                                     |
| 2000  | Португалія Гелена Сампаю Марина Бастуш Ана Діаш Аналідія Торре                                                      | Норвегія Гунхільд Гауген Стіне Ларсен Сусанне Вігене                                                     | Іспанія Тереза Ресіо Марія Абель Беатріс Сантьяго Марта Фернандес Хулія Вакеро                           |
| 2001  | Іспанія Тереза Ресіо Марія Луїза Ларрага Марія Абель Алессандра Агілар Беатріс Сантьяго                             | Велика Британія Пола Редкліфф Елізабет Єллінг Тара Кшивицькі                                             | Португалія Моніка Роза Ана Діаш Аналія Роза                                                              |
| 2002  | Португалія Фернанда Рібейру Ана Діаш Аналія Роза Аделія Еліаш                                                       | Іспанія Марія Луїза Ларрага Беатріс Сантьяго Алессандра Агілар Тереза Ресіо                              | Італія Глорія Марконі Агата Бальзамо Сільвія Соммаджо Розіта Рота-Гельпі Патриція Тізі                   |
| 2003  | Португалія Фернанда Рібейру Ана Діаш Аналія Роза Фатіма Кабрал                                                      | Іспанія Марія Росіо Ріос Марія Абель Амайя П'єдра Беатріс Сантьяго Алессандра Агілар                     | Велика Британія Елізабет Єллінг Гейлі Єллінг Шарлотт Дейл Луїза Дамен                                    |
| 2004  | Франція Маргарет Морі Крістель Доне Фатіма Івлен                                                                    | Португалія Фернанда Рібейру Ана Діаш Гедена Сампаю Моніка Роза                                           | Італія Патриція Тізі Анна Інчерті Вінченца Сікарі                                                        |
| 2005  | Португалія Фернанда Рібейру Моніка Роза Інеш Монтейру                                                               | Іспанія Марія Долорес Пулідо Алессандра Агілар Тереза Ресіо Гудіт Пла                                    | не вручалась                                                                                             |
| 2006  | Бельгія Фатіха Бауф Наталі де Вос Аня Смолдерс                                                                      | Італія Сільвія Вайсстайнер Ренате Рунггер Патриція Тізі Дебора Тоніоло Геджа Гвалтьєрі                   | Португалія Ана Діаш Аналія Роза Леонор Карнейру                                                          |
| 2007  | Іспанія Роза Марія Морато Ізабель Чека Марія Єлена Морено Гудіт Пла                                                 | Італія Фатна Марауї Сільвія Соммаджо Ренате Рунггер Сара Доссена                                         | не вручалась                                                                                             |
| 2008  | Білорусь Ольга Кравцова Ольга Мініна Анастасія Подолинська                                                          | не вручалась                                                                                             | не вручалась                                                                                             |
| 2009  | Португалія Інеш Монтейру Ана Дульсе Фелікс Ана Діаш Фернанда Рібейру Маріса Барруш Леонор Карнейру                  | Велика Британія Клер Голліссі Гатті Дін Джемма Майлз                                                     | не вручалась                                                                                             |
| 2010  | Португалія Інеш Монтейру Сара Морейра Фернанда Рібейру Ана Діаш Аналія Роза                                         | Велика Британія Фрея Маррей Гейлі Єллінг Соня Семюелс                                                    | Білорусь Світлана Куделич Ольга Мініна Світлана Ковган Ірина Подобєд (Ананенко)                          |
| 2011  | Італія Надя Еджафіні Розарія Консоле Єлена Романьйоло Федеріка даль Рі Лайла Суф'ян                                 | Португалія Сара Морейра Моніка Сільва Доротея Пейшоту Філомена Кошта                                     | Білорусь Світлана Куделич Світлана Ковган Ольга Мініна Анастасія Старовойтова                            |
| 2012  | Велика Британія Джоанн Пейві Шарлотт Пердью Джемма Стіл Ханна Вокер Соня Семюелс Фрея Маррей                        | Італія Надя Еджафіні Валерія Странео Єлена Романьйоло Клаудія Пінна Сільвія Вайсстайнер Федеріка даль Рі | Португалія Сара Морейра Ана Діаш Леонор Карнейру Ана Мафальда Феррейра                                   |
| 2013  | Іспанія Соня Бехарано Гудіт Пла Марія Асукена Діас                                                                  | Велика Британія Соня Семюелс Елісон Діксон Стіві Стоктон                                                 | Білорусь Ірина Ананенко Марина Доманцевич Ольга Дубовська Анастасія Дашкевич                             |
| 2014  | Португалія Джессіка Аугусту Сара Морейра Сара Рібейру Карла Роша Маріса Барруш Клаудія Перейра                      | Франція Клеманс Кальвен Лайла Трабі Лор Фюнтен-Превос                                                    | Іспанія Гема Баррачина Лідія Родрігес Паула Гонсалес Альба Гарсія                                        |
| 2015  | Велика Британія Лілі Партридж Джессіка Кулсон Джоанн Пейві Елісон Діксон                                            | Іспанія Тріхас Гебре Паула Гонсалес Нурія Лугуерос Марта Сільвестре                                      | Італія Валерія Странео Анна Інчерті Клаудія Пінна Валерія Роффіно Федеріка даль Рі                       |
| 2016  | Велика Британія Дженніфер Несбітт Лорен Дедман Луїза Смолл                                                          | Туреччина Есма Айдемір Севілай Ейтеміш Фадіме Суна                                                       | Іспанія Соня Бехарано Гема Мартін Ракель Гомес                                                           |
| 2017  | Білорусь Ольга Мазурьонок Світлана Куделич Анастасія Іванова Ніна Савіна Людмила Ляхович Тетяна Стефаненко          | Португалія Сара Морейра Карла Роша Данієла Кунья Сусана Годінью                                          | Україна Юлія Шматенко Ольга Котовська Олена Сердюк Вікторія Калюжна                                      |
| 2018  | Велика Британія Шарлотт Артер Луїза Смолл Дженніфер Несбітт Клер Дак Фає Фуллертон                                  | Румунія Анкуца Бобочел Роксана Бирке Крістіна Сімьйон Андрея Пишку                                       | Німеччина Міріам Даттке Наталі Таннер Сабріна Моккенгаупт                                                |
| 2019  | Велика Британія Ейліш Макколган Еліс Райт Веріті Оккенден Шарлотт Артер Сара Інгліс Майрі Мак-Леннан                | Іспанія Кармела Кардама Майтане Мелеро Нурія Лугуерос Естер Наваррете Тереза Урбіна                      | Італія Сара Доссена Ізабель Маттуцці Джованна Епіс Марія К'яра Каскавілла Валерія Роффіно Ребекка Лонедо |
| 2021  | Велика Британія Ейліш Макколган Джессіка Джадд Веріті Оккенден Емі-Елоїз Марковц Саманта Гаррісон Дженніфер Несбітт | Італія Джованна Епіс Анна Арнаудо Ребекка Лонедо Федеріка Сугам'єле                                      | Польща Ізабела Пашкевич Ангеліка Мах Анна Банковська Івона Бернарделлі                                   |
| 2022  | Німеччина Аліна Рех Катаріна Штайнрук Єва Дітеріх Доменіка Маєр                                                     | Туреччина Ясмін Джан Яйла Гюнен Фатма Карасу Доменіка Маєр                                               | Велика Британія Еббі Доннеллі Ханна Ірвін Лорен Гейз Філіппа Боуден Джессіка Гіббон                      |